# Mlakî, Dunaiivți
Mlakî (în ucraineană Млаки) este un sat în comuna Huta-Eațkovețka din raionul Dunaiivți, regiunea Hmelnîțkîi, Ucraina.

## Demografie
Componența lingvistică a localității Mlakî
     Ucraineană (100%)
Conform recensământului din 2001, toată populația localității Mlakî era vorbitoare de ucraineană (100%).